# 일본어의 방언
일본어의 방언(일본어: 方言 호겐[*])은 크게 도쿄를 포함하는 동부 방언과 교토를 포함하는 서부 방언으로 구분되며 추가적으로 흔히 규슈와 하치조섬의 방언이 따로 분류된다. 일본 국내의 전통적 연구에서 일본어 방언은 크게 '본토 방언'과 '류큐 방언'으로 나뉘어 각각이 더 세분화하였는데, 최근에는 류큐 지역의 말을 류큐어라는 별개의 어군으로 보는 시각이 강화되고 있다.
일본어는 어휘 · 문법 · 음운 · 악센트 등 모든 면에서 지방마다의 방언차가 크고, 다른 지방에 갔을 때 말이 통하지 않는 경우가 적지 않았다. 그러나 메이지 시대 이후 도쿄 방언을 바탕으로 표준어의 확립과 보급이 진행되면서 지방의 방언은 근대화를 저해하는 것으로서 부정적으로 여겨지게 되었다. 전후 공통어(제2차 세계대전 후, 표준어에서 공통어로 호칭이 바뀌었다)와 방언의 공존이 모색되기도 했지만, 실제로는 각지의 전통적인 방언은 급속하게 쇠퇴 ·변질하고 있다.

## 역사
일본어의 지역적 차이는 고대 일본어 시기부터 확인된다. 가장 오래된 문학 작품인 만요슈에는 수도인 나라의 방언과 동국(東国) 지역 방언으로 쓰인 시가 수록되어 있으며, 당시 다른 방언들도 존재했으리라 추정되지만 기록에 남아있지 않다. 동국 지역에서 쓰이던 이 고대 동국 방언은 오늘날 하치조 방언 등의 일부 언어 섬으로만 계승되고 있다. 중고 일본어의 방언은 기록된 바가 별로 없으나 중세 일본어의 경우 17세기 초 포르투갈인들이 쓴 일본대문전 등에서 당시 지역 방언의 특징에 관해 쓰고 있는데 현대 방언과 상당히 유사한 것을 알 수 있다. 에도 시대에 근세 일본어의 방언은 더욱 분화하여 발전하였으며 영주들이 다른 영지로의 이동을 제한한 이유로 번의 경계에 따라 방언의 경계가 나뉘기도 한다. 나라 시대부터 에도 시대까지는 기나이 방언이 일본어의 사실상 표준 형태였으나 에도 시대 말기에 이르면서부터는 에도(도쿄) 지역 방언이 표준적 지위를 차지하게 되었다.
19세기 말 메이지 유신 이후 근대화와 함께 정부와 지식인들은 표준어 확립과 보급을 추진하였고 지방 방언은 더 '뒤떨어지는' 것으로 취급되기 시작했다. 교육에서는 표준 일본어만 사용되었고 간혹 교사들은 방언을 쓰는 학생들에게 처벌을 가하기도 했다. 전후 경제 고도 발전 이래로 교육, 미디어, 교통의 발전과 도시 집중의 진행으로 전통적인 지역 방언은 빠르게 쇠퇴하였고 오늘날 표준 일본어는 전국에서 통용된다. 그러나 지역 방언이 표준어로 완전히 대체된 것은 아니며 방언은 향토적인 느낌과 지방 정체성의 상징으로서 재조명되어 많은 방언 구사자들이 지역 방언 사용에 대한 열등감을 극복하였다. 지역 변이형과 표준 일본어의 접촉으로 젋은층 사이에서 우치나 야마토구치(오키나와어와 일본어의 접촉)와 같은 새로운 지역적 언어 형태가 만들어지기도 했다.

## 구획
일본어 방언의 구획에는 상호 유사한 여러 체계가 있다. 대표적으로 도조 미사오(東条操)는 본토 일본어를 크게 동부, 서부, 그리고 규슈의 3가지 구획으로 분류하였고, 대부분의 분류는 일본어를 동서로 구분하는 데 동의한다. 다만 긴다이치 하루히코(金田一春彦)는 악센트나 음운 등의 차이를 근거로 본토 일본어를 동심원의 세 그룹인 내륜, 중륜, 외륜 방언으로 분류하였다.

### 동·서일본어
동일본어와 서일본어는 보통 문화적인 동일본·서일본 구분과 대략 유사한 등어선에 의해 나뉜다. 둘 사이의 차이는 복합적인데, 대표적으로 고저 악센트 유형을 볼 때 서쪽에서는 게이한식 악센트(京阪式アクセント), 동쪽에서는 더 단순한 도쿄식 악센트가 흔하게 나타나지만 반드시 그러한 것은 아니며, 이 두 유형의 악센트에 속하지 않는 방언들도 존재한다. 문법적 구별도 있는데, 다음은 서일본어에서 나타나는 전형적 특징의 예시이다.
- ウ로 끝나는 동사 harau('지불하다')의 완료형은 동일본어에서는 haratta이지만 harōta(일부 방언에서는 haruta)로, ウ음편(音便)이 나타난다. 마찬가지로 otosu('떨어뜨리다')와 같이 ス로 끝나는 동사의 완료형은 동일본어의 otosita가 아닌 otoita(간사이 방언 제외)이다.
- miru('보다')의 명령형은 동일본어에서는 miro(일부 방언에서는 mire)이지만 서일본어에서는 miyo 또는 mii로 나타난다.
- イ로 끝나는 형용사 hiroi('넓은')의 부사 형태는 동일본어에서는 hiroku이지만 서일본어에서는 hirō(일부 방언에서는 hirū)로, ウ음편이 나타난다.
- 동사의 부정형은 동일본어의 -nai나 -nee가 아닌 -nu나 -n으로 표시되며 어간의 사용도 다르다. 예컨대 suru('하다')의 부정은 shinai가 아닌 senu나 sen이다.
- 계사는 동일본어에서는 da이지만 서일본어에서는 주로 ja나 ya이다. 또한 동일본어의 iru('있다')는 서일본어에서는 oru에 대응된다(일부 방언 제외).

이러한 서일본어의 문법적 특징은 동·서일본어 등어선의 서쪽 지역에 고유하지만, 몇가지 동일본어 특징이 더 서쪽 지역에서 나타나기도 한다. 또한 등어선의 동쪽에는 동일본어와 서일본어의 특징을 모두 가진 중간적 지역들이 있어 명확한 구분은 어렵다.
교토가 수도이던 시대에는 서일본어 특히 긴키 방언이 일본어에서 격식 있는 말로 여겨졌는데, 따라서 서일본식 표현은 표준적인 동일본어에서도 문어(文語)나 존경어/겸양어 표현을 중심으로 남아 있다. 예를 들어, 일본어의 대표적인 아침 인사 ohayō gozaimasu에서 ohayō는 서일본식 표현으로, 본래 동일본어로는 *ohayaku에 해당하는 말이다. 또한 겸양어에서 '있다'를 의미하는 oru나 동사 부정형인 -masen(동일본어 *-mashinai)도 서일본식 표현의 예시이다. 이는 황실이 있던 서일본의 교토에서 발달한 존칭 어법이 그대로 동일본어로 차용된 결과로 여겨진다. 이외에 교토에서 유래하였으나 그대로 도쿄말로 채택된 단어의 예시로 yaru('주다'), kaminari('천둥'), asatte('모레') 등이 있다.

### 규슈 방언
규슈 방언은 크게 히치쿠 방언(肥筑方言), 호니치 방언(豊日方言), 가고시마 방언 또는 사쓰구 방언(薩隅方言)의 세 방언군으로 구분된다. 다음은 규슈 방언의 몇가지 독특한 성질의 예이다.
- miru('보다')의 명령형에서, 서일본식의 miyo보다 동일본식의 miro ~ mire가 많이 쓰인다.
- 형용사 끝의 -i를 -ka로 주로 쓴다. 예를 들어 표준어의 samui('추운')는 samuka, minikui('못생긴')는 kuyaka, atsui('더운')는 nukka라고 한다.
- 표준어에서 e나 ni로 쓰이는 방향격 조사는 규슈 방언에서 sai라고 한다. 다만 도호쿠 동부 방언에서도 유사한 조사 sa가 나타난다.
- /r/ 발음이 종종 생략된다. 예를 들어 동일본어와 서일본어의 kore('이것')은 규슈 방언에서 koi라고 한다.

규슈 방언은 류큐어와 일부 어휘 항목을 공유하는데, 그 중 일부는 규슈 방언과 류큐어에만 고유한 혁신(innovation)으로 보인다. 이러한 증거를 바탕으로 일부 학자들은 규슈 방언과 류큐어가 일본어족 계통 내에서 같은 분파에 속한다고 주장한다. 규슈 방언 대부분은 고저 악센트가 없거나 고유의 독특한 악센트 체계가 있다. 특히 가고시마 방언(사쓰구 방언)은 매우 독특한 특징을 가지고 있어 일부 학자들은 규슈 방언과도 구분되는 4번째 주요 방언으로 분류한다.
규슈 방언 중에서 특히 잘 알려진 것은 하카타 방언과 사츠마 방언이다.

### 하치조 방언
하치조 방언은 도쿄 남쪽에 있는 하치조섬과 아오가시마(그리고 하치조섬 출신자가 개척한 다이토 제도)에서 쓰이는 소수 방언이다. 하치조 방언은 다른 일본어 방언들과 매우 분기가 깊은 것으로 추정되며, 간혹 고대 일본어에서 이미 갈라졌던 상대 동국 방언의 직계 후손으로 여겨지기도 한다.

## 방언의 종류
- 동일본 방언
  - 홋카이도 방언
  - 도호쿠 방언
  - 간토 방언
  - 도카이도산 방언
- 서일본 방언
  - 호쿠리쿠 방언
  - 긴키 방언
  - 주고쿠 방언
  - 운파쿠 방언
  - 시코쿠 방언

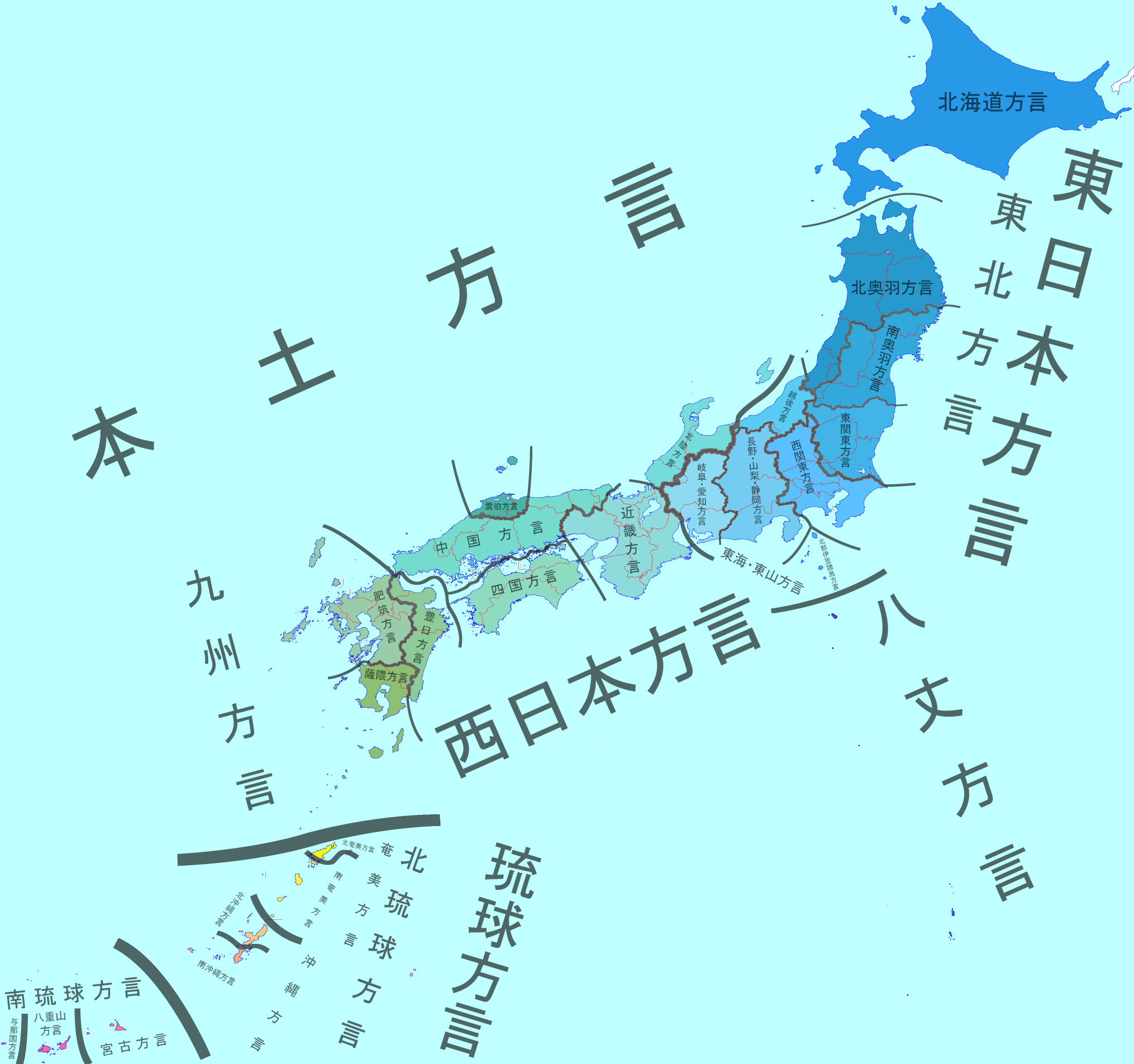
일본어 방언 구획의 일례

- 규슈 방언: 학자에 따라 서일본 방언에 포함하기도 한다.
  - 호니치 방언
  - 히치쿠 방언
  - 사쓰구 방언
- 하치조 방언

### 류큐 방언
류큐 언어들은 전통적인 일본 국문학 연구에서 "류큐 방언"이라고 불리기도 했으나, 최근에는 본토 일본어와는 별개의 류큐어파로서 분류되는 경우가 많다.
- 북류큐 방언
  - 아마미 방언
  - 오키나와 방언
- 남류큐 방언
  - 미야코 방언
  - 야에야마 방언
  - 요나구니 방언

## 같이 보기
- 요쓰가나
- 류큐어